# Doug Betters
(en) Statistiques sur pro-football-reference
Douglas Lloyd Betters (né le 11 juin 1956 à Lincoln) est un joueur américain de football américain.

## Enfance
Betters étudie à la Arlington Heights High School dans l'Illinois.

## Carrière

### Université
Il entre à l'université du Montana où il commence à jouer les Grizzlies de l'équipe de football américain. Mais, pour sa dernière année universitaire, il est transféré à l'université du Nevada à Reno et joue pour les Wolf Pack.

### Professionnel
Doug Betters est sélectionné au sixième tour du draft de la NFL de 1978 par les Dolphins de Miami au 163e choix. Après une année de rookie comme remplaçant, il obtient sa place de titulaire comme defensive end et fait partie de la défense de Miami nommé Killer B's qui va participer aux Super Bowl XVII et Super Bowl XIX sans l'emporter. En 1983, il fait seize sacks et remporte le titre de joueur défensif de la saison. Il reste un membre très important de la ligne défensive des Dolphins jusqu'à la saison 1986 où il va être relégué à un poste de remplaçant avant de prendre sa retraite après dix saisons au plus haut niveau.
Le 14 décembre, il est introduit au Ring of Honor (Cercle d'honneur) des Dolphins de Miami lors d'une cérémonie au Dolphin Stadium.

## Palmarès
- Sélection au Pro Bowl lors de la saison 1983
- Équipe All-Pro 1983
- Joueur défensif de l'année 1983
- Joueur de ligne défensive exceptionnel des Dolphins de Miami 1983 et 1984
- Équipe de l'anniversaire d'argent des Dolphins de Miami en 1991